# Pruské
Pruské (Hongaars: Poroszka, Duits: Pruskau of Prußkau) is een Slowaakse gemeente in de regio Trenčín, en maakt deel uit van het district Ilava.
Pruské telt 2.189 inwoners.